# Hans Müthling

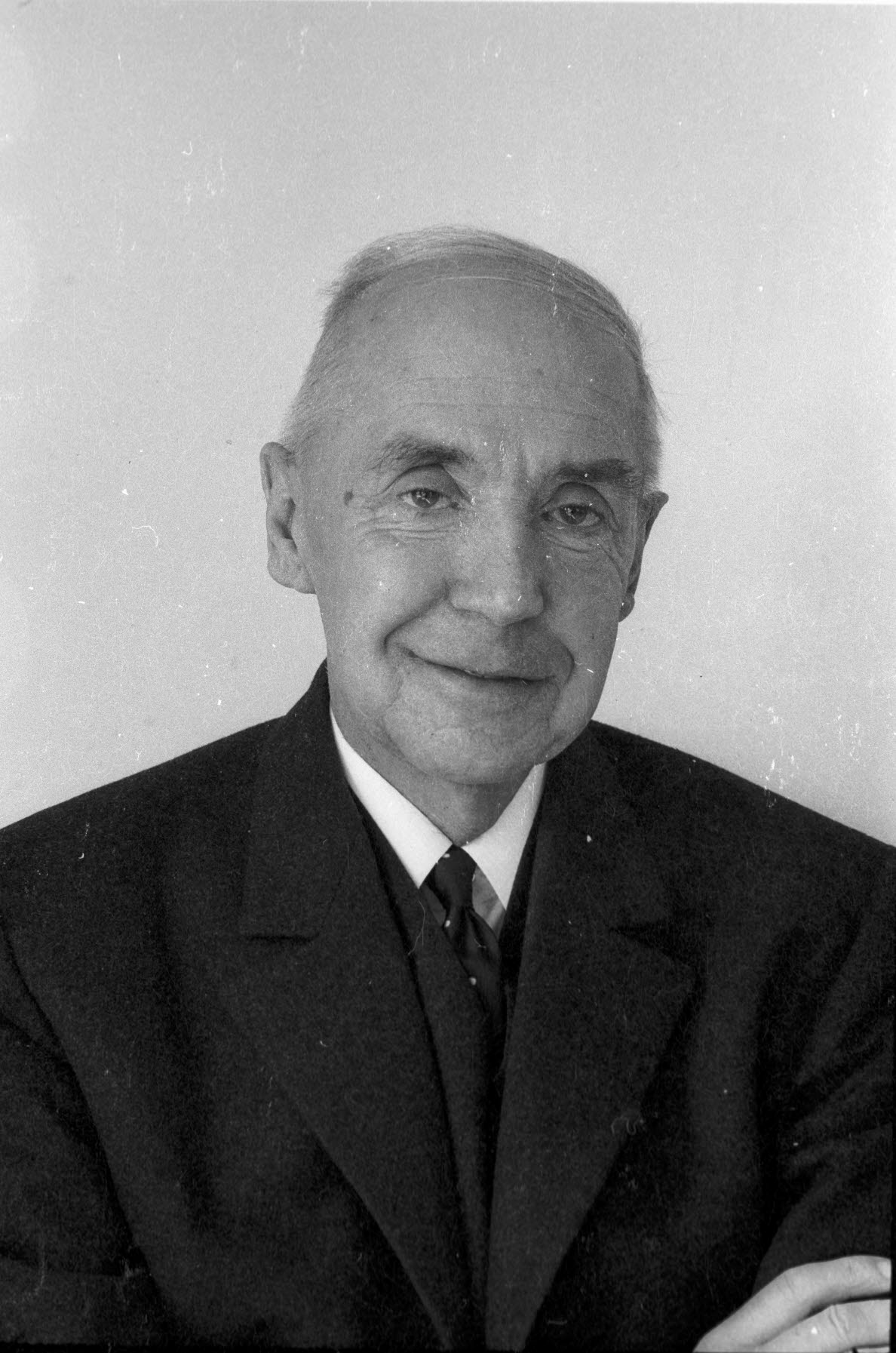
Hans Müthling (1969)

Hans Müthling (* 8. Juli 1901 in Schwerin; † 5. Februar 1976 in Kiel) war ein deutscher Volkswirt, Jurist und Politiker (SPD).

## Leben und Wirken

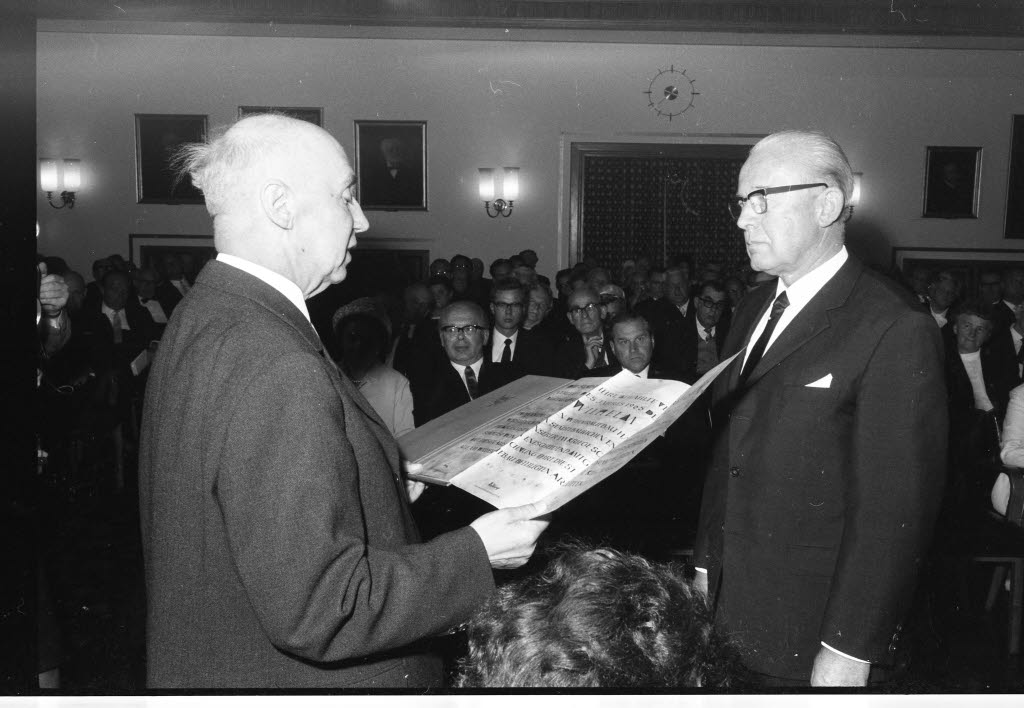
Hans Müthling (links) verleiht den Kulturpreis 1965 an den Architekten Wilhelm Neveling (rechts)

Hans Müthling – Sohn eines Landarbeiters – absolvierte nach dem Besuch der Volksschule eine Bürolehre im Gemeindebüro von Altrahlstedt. Danach holte er auf dem zweiten Bildungsweg das Abitur nach. Er nahm ein Studium der Rechts- und Staatswissenschaften auf, legte die Prüfung zum Diplom-Volkswirt ab und erhielt die Befähigung für den höheren Verwaltungsdienst. 1932 wurde Müthling an der Universität Hamburg mit der Arbeit Die wirtschafts- und soziogeographische Bedingtheit der Finanzwirtschaft des Kreises Stormarn zum Doktor der Staatswissenschaften promoviert.
Müthling trat in den höheren Verwaltungsdienst ein und arbeitete zunächst als Leiter des Kreissteueramts und der Kreiskämmerei in der damals selbständigen Stadt Wandsbek. Nach der Neuordnung durch das Groß-Hamburg-Gesetz vom 26. Januar 1937 war er im Stadtteil Wandsbek als Wirtschafts- und Finanzdezernent tätig. Müthling beantragte am 26. Juni 1937 die Aufnahme in die NSDAP und wurde rückwirkend zum 1. Mai 1937 aufgenommen (Mitgliedsnummer 4.793.983).
Im Jahr 1943 wechselte Müthling nach Kiel als Landesverwaltungsrat in die Verwaltung der damaligen Provinz Schleswig-Holstein. Er wurde nach 1945 Erster Landesrat in der Provinzialverwaltung und trat der Sozialdemokratischen Partei Deutschlands (SPD) bei. Nach der Gründung des Landes Schleswig-Holstein am 23. August 1946 wirkte er als Erster Landesdirektor (Staatssekretär) in den ersten drei Landesregierungen von Schleswig-Holstein. Nach der Bildung einer CDU-geführten Landesregierung im September 1950 arbeitete Müthling als Kommunalreferent beim Bundesministerium des Innern in Bonn. Von 1951 bis 1955 war er Kämmerer und Stadtdirektor in Hannover. Nach dem Tod von Andreas Gayk wurde Hans Müthling im Jahr 1955 Oberbürgermeister der Stadt Kiel. Am 19. August 1965 nahm die Ratsversammlung Müthlings Rücktrittsgesuch an. Das Amt des Oberbürgermeisters übernahm Günther Bantzer am 1. November 1965.
Von 1965 bis 1969 war Hans Müthling für die SPD ein Mitglied des 5. Deutschen Bundestages und von 1969 bis 1972 des 6. Deutschen Bundestages. Beide Male wurde Müthling als Direktkandidat im Bundestagswahlkreis Kiel in den Deutschen Bundestag gewählt.
Müthling war Vizepräsident des Deutschen Städtetages.

## Ehrungen
- 1959: Großes Verdienstkreuz des Verdienstordens der Bundesrepublik Deutschland (Halskreuz)
- 1972: Großes Verdienstkreuz mit Stern
- Ehrenbürger der Christian-Albrechts-Universität zu Kiel

## Veröffentlichungen (Auswahl)
- Wertzuwachssteuerrecht, dargestellt insbesondere nach der preußischen Wertzuwachssteuermusterordnung. Verlag Franz Vahlen, Berlin 1936.[Anm. 1]
  - Vierte, völlig neu bearbeitete Auflage: Wertzuwachssteuerrecht, dargestellt insbesondere nach der preußischen Wertzuwachssteuermusterordnung. Verlag Franz Vahlen, Berlin 1943.
- Das Haushaltslexikon des Gemeindevertreters. Ein Leitfaden für Haushaltsberatung. Neuer Vorwärts Verlag, Bonn 1950.
- Die Krise der Selbstverwaltung. Gemeindeverfassung und Finanzen. SPD und Gemeindeverfassung. Neuer Vorwärts Verlag, Bonn 1952.
- Gewerbesteuergesetz. Kommentar. C. H. Becksche Verlagsbuchhandlung, München / Berlin 1954.[Anm. 2]
- Steuerlexikon der Betriebsausgaben. Verlag C. H. Beck, München 1967.
- Die Geschichte der deutschen Selbstverwaltung. Kohlhammer Verlag, Stuttgart 1966.